# Мюллер, Филипп Людвиг Стаций
Филипп-Людвиг-Стаций Мюллер (нем. Philipp Ludwig Statius Müller) — немецкий теолог, зоолог.

## Биография
Стаций Мюллер (псевдоним — Philipp Alethophilus) изучал теологию и философию с 1741 по 1744 годы в Йене. 30 октября 1745 года он стал проповедником лютеранской общины Амерсфорта. В 1749 году его пригласили в Леуварден. Из-за обвинений, что он якобы симпатизировал Бальтазару Беккеру, в 1754 году произошёл разрыв с церковью. Стаций Мюллер принял приглашение университета Эрлангена, где он читал лекции о логике, метафизике, риторике, политике, нидерландском языке, камеральных и естественных науках, таких как ботаника, фитотерапия и география. Его оставшиеся в Нидерландах контакты сделали возможным создание естественно-исторического музея.
Между 1773 и 1776 годами он опубликовал немецкие переводы Systema Naturae Карла Линнея. Дополнение от 1776 года содержало первую научную систематику большого количества видов животных, среди которых гуанако, обыкновенный потто, дюгонь, синелицый амазон и филиппинский какаду.

## Труды
- De Zeedemeester der kerkelyken. Fongerlo, Amsterdam 1750.
- De traanen eenes volks, over het verlies van een eminent Opper-Hoofd. Leeuwarden 1751.
- Die rechtmäßige Freude über die Wohlthaten Gottes das Jenaische Universitäts-Jubilär betr. Jena 1758.
- Dissertationis de justo probabilitatis valore et usu sectio teria. Erlangen 1758.
- Oratoriam extemporaneam a praeivdiciis nonnvllis, qvibvs est obnoxia vindicat. Camerarius, Erlangen 1758.
- Kurze Anleitung zur Holländischen Sprache. Erlangen 1759.
- Einsame Nachtgedanken. Wien 1761.
- Kort Ontwerp van de zedelyke Oogmerken Gods by de Schepping en Regeering deezer Waereld. Amsterdam 1762.
- Dvbia Coralliorvm Origini Animali Opposita. Camerarius, Erlangen 1770.
- Bedenkingen betreffende den dierlijken oorsprong der koraal-gewassen. Blussé, Dordrecht 1771.
- Verzeichniß einer zahlreichen und auserlesenen Sammlung von Naturalien. Erlangen 1778 p.m.